# Агаракаван
Агаракава́н (арм. Ագարակավան, до 4 июля 2006 года — Агарак) — село в центре Арагацотнской области Армении.
Главой сельской общины является Хорен Киракосян.

## География
Село расположено в 3 км к северу от трассы Ереван—Гюмри, в 24 км к востоку от Талина и в 28 км к западу от Аштарака, рядом с сёлами Аруч, Кош и Лернарот, Какавадзор, Неркин Базмаберд.

## История
По данным «Сборника сведений о Кавказе» за 1880 год в селе Хараба-Акерак Эчмиадзинского уезда по сведениям 1873 года был 41 двор и проживал 301 азербайджанец (указаны как «татары»), которые были шиитами.
По данным Кавказского календаря на 1912 год, в селе Хараба-Акарак Эчмиадзинского уезда проживало 289 человек, в основном азербайджанцев, указанных как «татары».
В 1920 году в селе поселились эмигранты из Вана, которым удалось спастись от Геноцида армян.

## Известные уроженцы
- Рза Халил оглы Велибеков (1903—1974) — советский азербайджанский партийный и государственный деятель, журналист, редактор